# Ti amo bastardo
Ti amo bastardo è il secondo romanzo del 2000 della comica torinese Luciana Littizzetto. 
Il libro è una raccolta dei monologhi del personaggio Lolita, che la Littizzetto ha portato in scena in diverse trasmissioni televisive. Anche il titolo è un "tormentone" del personaggio. È considerato un esempio della fortuna avuta dalla produzione letteraria ad opera di autori comici televisivi amati dal grande pubblico.

## Capitoli
Il libro è diviso in sei parti e parla dei personaggi apparsi in televisione (specialmente nei programmi Quelli che il calcio e Mai dire Gol, infatti il libro è dedicato anche alla Gialappa's).
I personaggi sono: Lolita, Ciao Ciciu, una ragazza cinese che lavora in un ristorante cinese di Milano, Paola e Chiara, parodia delle due sorelle, fra cui appare la sorella Piera, che la Littizzetto definisce «Con una faccia da Rosemary's Baby»; Carola, una bambina del Nord e Palomo, un culturista omosessuale.

## Edizioni
- Luciana Littizzetto, Ti amo bastardo, collana Gnomi, Zelig, 2000,  p. 119, ISBN 978-88-86471-81-7.